# Implosiv
Ein Implosiv ist ein glottalisch ingressiver Verschlusslaut.
Der Luftstrom entsteht dadurch, dass der Kehlkopf auf- und abwärts bewegt wird.
Bei einem Implosiv schwingen die Stimmlippen während des Verschlusses weiter. Während des Verschlusses wird der Kehlkopf mitsamt den Stimmlippen abgesenkt und vergrößert somit den Hohlraum zwischen Stimmlippen und oralem Verschluss. Geschieht dieses Absenken sehr schnell, so kann der Druck im Hohlraum sogar unter den des Außendrucks sinken, dadurch wird gleichzeitig das Druckgefälle zur Lunge hin erhöht. Wenn der Druck im Hohlraum weiterhin unterhalb des Außendrucks bleibt, kommt es bei einer Verschlusslösung von außen zu einem Einströmen von Luft in den Hohlraum (Implosion).
| IPA       | Beschreibung                    | Beispiel                     |
| --------- | ------------------------------- | ---------------------------- |
| [⁠ɓ⁠]       | stimmhafter bilabialer Implosiv | Owerri Igbo [íɓa] „tanzen“   |
| [ɓ̥] (= ƥ) | stimmloser bilabialer Implosiv  | Owerri Igbo [íɓ̥a] „erfassen“ |
| [⁠ɗ⁠]       | stimmhafter alveolarer Implosiv | Viet. đỏ [ɗɔ313] „rot“       |
| [ɗ̥] (= ƭ) | stimmloser alveolarer Implosiv  | Owerri Igbo [íɗ̥a] „kauen“    |
| [⁠ʄ⁠]       | stimmhafter palataler Implosiv  | Sindhi [ʄatu] „ungebildet“   |
| [ʄ̥] (= ƈ) | stimmloser palataler Implosiv   |                              |
| [⁠ɠ⁠]       | stimmhafter velarer Implosiv    | Sindhi [ɠanu] „Henkel“       |
| [ɠ̥] (= ƙ) | stimmloser velarer Implosiv     |                              |
| [⁠ʛ⁠]       | stimmhafter uvularer Implosiv   |                              |
| [ʛ̥] (= ʠ) | stimmloser uvularer Implosiv    | in der Sprache Mam           |

| Nichtpulmonale Konsonanten | Nichtpulmonale Konsonanten | bilabial | labio- dental | dental | alveolar | alveolar-lateral | alveolo- palatal | post- alveolar | retroflex | palatal | velar | uvular |
| -------------------------- | -------------------------- | -------- | ------------- | ------ | -------- | ---------------- | ---------------- | -------------- | --------- | ------- | ----- | ------ |
| Klicks                     | Klicks                     | ʘ        |               | ǀ      | ǃ        | ǁ                | ǂ                |                | 𝼊         |         |       |        |
| Implosive                  | Implosive                  | ɓ        |               |        | ɗ        |                  |                  |                | ᶑ         | ʄ       | ɠ     | ʛ      |
| Ejektive                   | Ejektive Plosive           | pʼ       |               | t̪ʼ     | tʼ       |                  |                  |                | ʈʼ        | cʼ      | kʼ    | qʼ     |
| Ejektive                   | Ejektive Frikative         | ɸʼ       | fʼ            | θʼ     | sʼ       | ɬʼ               | ɕʼ               | ʃʼ             | ʂʼ        | çʼ      | xʼ    | χʼ     |
| Ejektive                   | Ejektive Affrikaten        |          |               | t͡θʼ    | t͡sʼ      | t͡ɬʼ              | t͡ɕʼ              | t͡ʃʼ            | ʈ͡ʂʼ       | c͡çʼ     | k͡xʼ   | q͡χʼ    |